# Pachybrachis cephalicus
Pachybrachis cephalicus  (лат.) — вид жуков-скрытоглавов из семейства листоедов (Chrysomelidae). Северная Америка: Канада и США. Длина самцов 1,94 ± 0,12 мм, ширина 1,05 ± 0,08 мм. Основная окраска тёмно-жёлтая с коричневыми отметинами (голова и пронотум темнее надкрылий). Ассоциирован с растениями Potentilla sp. и Fragaria sp. (Rosaceae). Вид был впервые описан в 1915 году американским энтомологом Генри Клинтоном Фоллом (Henry Clinton Fall)
.